# Bioaerosol
Als Bioaerosol werden luftgetragene Teilchen biologischer Herkunft bezeichnet. Diese sind natürlicher Bestandteil der Umgebungsluft und können infolge menschlicher Aktivitäten in erhöhter Konzentration auftreten.

## Beschaffenheit
In der Standardisierung werden alle im Luftraum befindlichen Ansammlungen von Partikeln (Aerosol), denen Pilze, Bakterien, Viren oder Pollen sowie deren Zellwandbestandteile und Stoffwechselprodukte (z. B. Mykotoxine) anhaften, als Bioaerosol bezeichnet. Demgemäß handelt es sich bei luftgetragenen Stäuben, denen Bestandteile biologischer Herkunft anhaften, ebenfalls um Bioaerosole. Im weiteren Sinne werden sämtliche Teile biologischer Herkunft, wie zum Beispiel Hautschuppen oder Faserteile, zu den Bioaerosolpartikeln gezählt. Bezüglich Form, Größe und Bestandteile ist die Mehrzahl der Bioaerosolpartikel komplex.
Partikel in einem Bioaerosol haben in der Regel aerodynamische Durchmesser im Größenbereich von 0,01 µm bis 100 µm. Zu den größeren Schwebeteilchen zählen mit Durchmessern im Bereich von 10 µm bis 100 µm Pollen, während Viren sich in der Regel in einem Größenbereich von 0,02 µm bis 0,4 µm bewegen. Luftgetragene Sporen befinden sich mit einem Durchmesser von 2 µm bis 15 µm zwischen diesen Extremen.

## Vorkommen
Bioaerosole sind ubiquitär. Luft dient Mikroorganismen nicht als Lebensraum, sondern nur zur Fortbewegung. In Innenräumen sind, sofern keine Feuchtigkeitsschäden oder kontaminierten Klimaanlagen vorliegen, der Mensch, seine Haustiere und seine Zimmerpflanzen Hauptquellen für Bioaerosole. Wichtige anthropogene Bioaerosolquellen sind Abfallbehandlungsanlagen, Abwasserbehandlungsanlagen, Tierhaltungsanlagen und Verdunstungskühlanlagen.
Eine erhöhte Bioaerosolkonzentration ist in der Regel in der Umgebung von Abfallbehandlungsanlagen, insbesondere für Bioabfälle, feststellbar. Dabei sind bei Bioabfallkompostierungsanlagen beispielsweise Schimmelpilze, insbesondere Aspergillus fumigatus, dominierend.

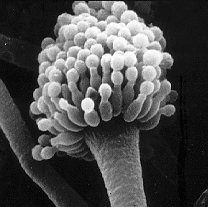
Konidienträger von Aspergillus fumigatus

In der Intensivtierhaltung treten häufig Staphylococcaceae auf. Speziell bei der Schaf- und Rinderhaltung ist mit Coxiella burnetii zu rechnen, bei der Geflügelhaltung mit Chlamydophila psittaci.
Quelle von Bioaerosolen können auch die in vielen industriellen Prozessen zur Abführung von Überschusswärme dienenden Verdunstungskühlanlagen – beispielsweise Kleinanlagen bei Rechenzentren, zur Lebensmittelkühlung, aber auch Großkühltürme bei Kraftwerken – sein. Durch die Verrieselung von Wasser in Luft werden Partikel aus der Luft ausgewaschen, die wassergetragenen Mikroorganismen als Nahrungsquelle dienen können. Die im Kreislaufwasser einer Verdunstungskühlanlage herrschenden Temperaturen liegen im für die Vermehrung von Mikroorganismen optimalen Bereich. Zu den häufig vorkommenden Krankheitserregern zählen in diesen Fällen Legionella pneumophila und Pseudomonas aeruginosa.

## Bedeutung
Bioaerosole können zu Atemwegserkrankungen und zur Verschlimmerung (Exazerbation) von bestehenden Erkrankungen (z. B. Allergien, Asthma bronchiale) führen. Bereits im Jahr 1700 wurden von Bernardino Ramazzini in seiner Schrift De morbis artificum durch Bioaerosole verursachte Erkrankungen beschrieben. So führen Endotoxine, die in der Zellmembran der meisten gramnegativen Bakterien und Cyanobakterien enthalten sind, zu gesundheitlichen Beeinträchtigungen an solchen Arbeitsplätzen, die einer erhöhten Konzentration dieser Mikroorganismen ausgesetzt sind. Das Eindringen von Mikroorganismen in den Menschen kann aber auch über den Magen-Darm-Trakt, die Haut oder über Verletzungen erfolgen. Dabei sind gesundheitsbeeinträchtigende Wirkungen von Bioaerosolen nicht auf lebende Organismen und deren Stoffwechselprodukte beschränkt. Auch abgestorbene Mikroorganismen oder deren Teile / Bruchstücke (Fragmente) können Allergien hervorrufen.

## Minderungsmöglichkeiten
Eine Möglichkeit, um die Ausbreitung von Bioaerosolen zu verhindern, ist die Einhausung der Quellen. Es wurde festgestellt, dass sich die Bioaerosolkonzentration im Lee eingehauster Kompostierungsanlagen bereits nach 200 Metern in der Größenordnung der Hintergrundkonzentration bewegt, während bei offenen Anlagen dies selbst nach 500 Metern noch nicht der Fall war.
Durch biologisch wirkende Abgasreinigungssysteme, wie z. B. Biofilter, können Bioaerosole deutlich gemindert werden. Die aus dem Abgasreinigungssystem austretenden Sekundäremissionen an Mikroorganismen sind im Vergleich zu den abgeschiedenen Mikroorganismen deutlich geringer. Bei Tierhaltungsanlagen wurde festgestellt, dass durch den Einsatz von Biofiltern bei der Abluftbehandlung Bakterien und Endotoxine minimiert werden können. Auch der Einsatz einer Kombination Biowäscher/Biofilter hinter einer Bioabfallbehandlungsanlage führte zu einer Minderung von Bioaerosolen.
Verdunstungskühlanlagen sind so zu konstruieren, dass unter anderem selbst nach dem Einbau von Füllkörpern oder Wärmeübertragern eine vollständige Entleerung, Reinigung und Desinfektion der Anlage möglich ist. Stehendes Wasser ist zu vermeiden. Der Austrag von Tropfen ist durch den Einbau von Tropfenabscheidern zu minimieren.

## Messtechnische Erfassung

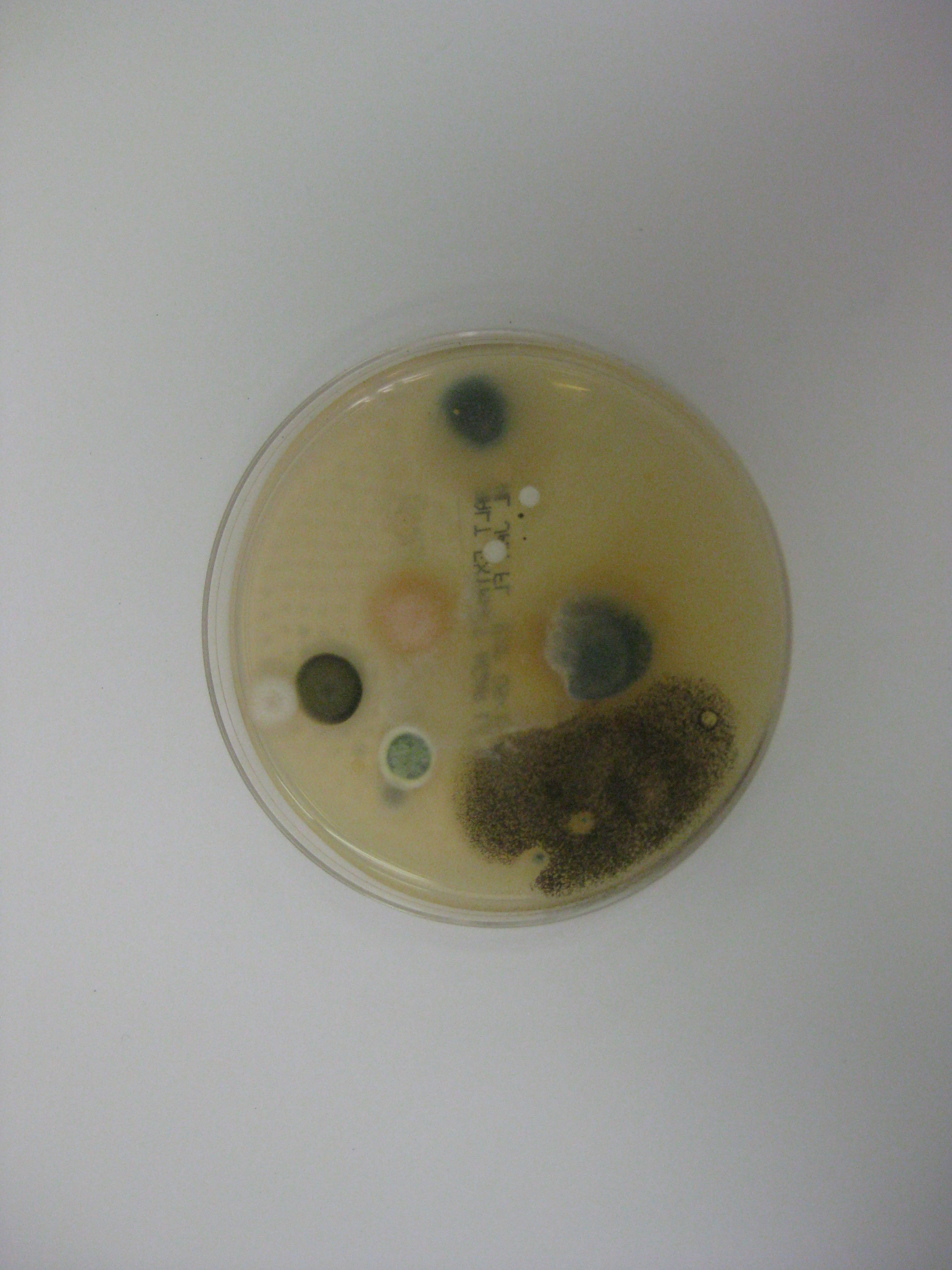
Visualisierung eines Bioaerosols durch Anreicherung auf Nährboden und anschließender Bebrütung

Das Auftreten von Bioaerosolen ist häufig mit dem Auftreten von Gerüchen verbunden. Ein vergleichbares Ausbreitungsverhalten von Staub, Gerüchen und Bioaerosolen konnte jedoch nicht festgestellt werden, sodass Bioaerosole bei der Immissionsüberwachung gesondert zu erfassen sind. Dabei ist nur die Zusatzbelastung von Interesse. Hintergrundkonzentrationen, die jahreszeitlich bedingten Schwankungen unterliegen, müssen ebenfalls festgestellt werden. Während bei Bakterien von nur geringen jahreszeitlichen Schwankungen ausgegangen werden kann, gibt es bei der Schimmelpilzkonzentration im Jahresverlauf signifikante Konzentrationsänderungen.
Die Messgröße für die Quantifizierung von Bioaerosolen ist deren Konzentration. Sie wird in Koloniebildende Einheiten pro Kubikmeter (KBE/m3) angegeben.

### Schimmelpilze
Zur Erfassung von Schimmelpilzen wird eine definierte Luftmenge durch ein Schwebstofffilter gesaugt. Dafür werden Gelatinefilter mit untergelegtem Polycarbonatfilter verwendet. Die so gewonnenen Proben werden im Anschluss kultiviert und nach einer standardisierten Frist ohne optische Hilfsmittel ausgezählt.
Bei der Überprüfung von Innenraumluft auf Schimmelpilzsporen werden Impaktoren eingesetzt. Sollen Größenverteilungen der Sporen erfasst werden, können Kaskadenimpaktoren eingesetzt werden.

### Bakterien
Eine auf Bakterien zu überprüfende Luft wird durch eine Sammellösung geleitet, sodass die in der Luft mitgeführten Partikel in der Lösung abgeschieden werden. Die in der auf Casein und Sojapepton basierenden Lösung gefangenen Bakterien werden im Anschluss unter standardisierten Bedingungen kultiviert und nach einer definierten Zeit ausgezählt.

### Viren
Bioaerosole transportieren Viren und andere Krankheitserreger auf dem Luftweg. Da Viren kleiner als andere Partikel biologischen Ursprungs sind, können sie anders als diese, mit Hilfe der Luft als Trägermedium weite Entfernungen zurücklegen. In einer Simulation wurden ein Virus und eine Pilzspore gleichzeitig von der Spitze eines Gebäudes freigesetzt; die Spore flog nur 150 Meter weit, während das Virus viele horizontale Kilometer zurücklegte.

#### Coronaviren
In einer Studie wurden mit den  Coronaviren SARS-CoV-1 bzw. SARS-CoV-2 behaftete Aerosole (Partikelgröße <5 μm), mithilfe eines Zerstäubers erzeugt und in ein Goldberg-Fass geleitet, um hier eine aerosolisierte Umgebung zu erzeugen. Das Inokulum ergab Ct-Werte zwischen 20 und 22, ähnlich wie sie bei Proben aus dem oberen und unteren Atemtrakt des Menschen beobachtet wurden. SARS-CoV-2 blieb in Aerosolen 3 Stunden lebensfähig, wobei eine Senkung des Infektionstiters gemessen wurde ähnlich wie bei SARS-CoV-1. Die Halbwertszeiten beider Viren in Aerosolen lagen im Mittelwert bei 1,1 bis 1,2 Stunden. Die Ergebnisse deuten darauf hin, dass die Übertragung beider Viren durch Aerosole plausibel ist, da sie in schwebenden Aerosolen über Stunden infektiös bleiben können. Virenhaltige Aerosole können schon beim Ausatmen freigesetzt werden, verstärkt jedoch beim Sprechen und Singen.

## Öffentliche Wahrnehmung und Schlussfolgerungen

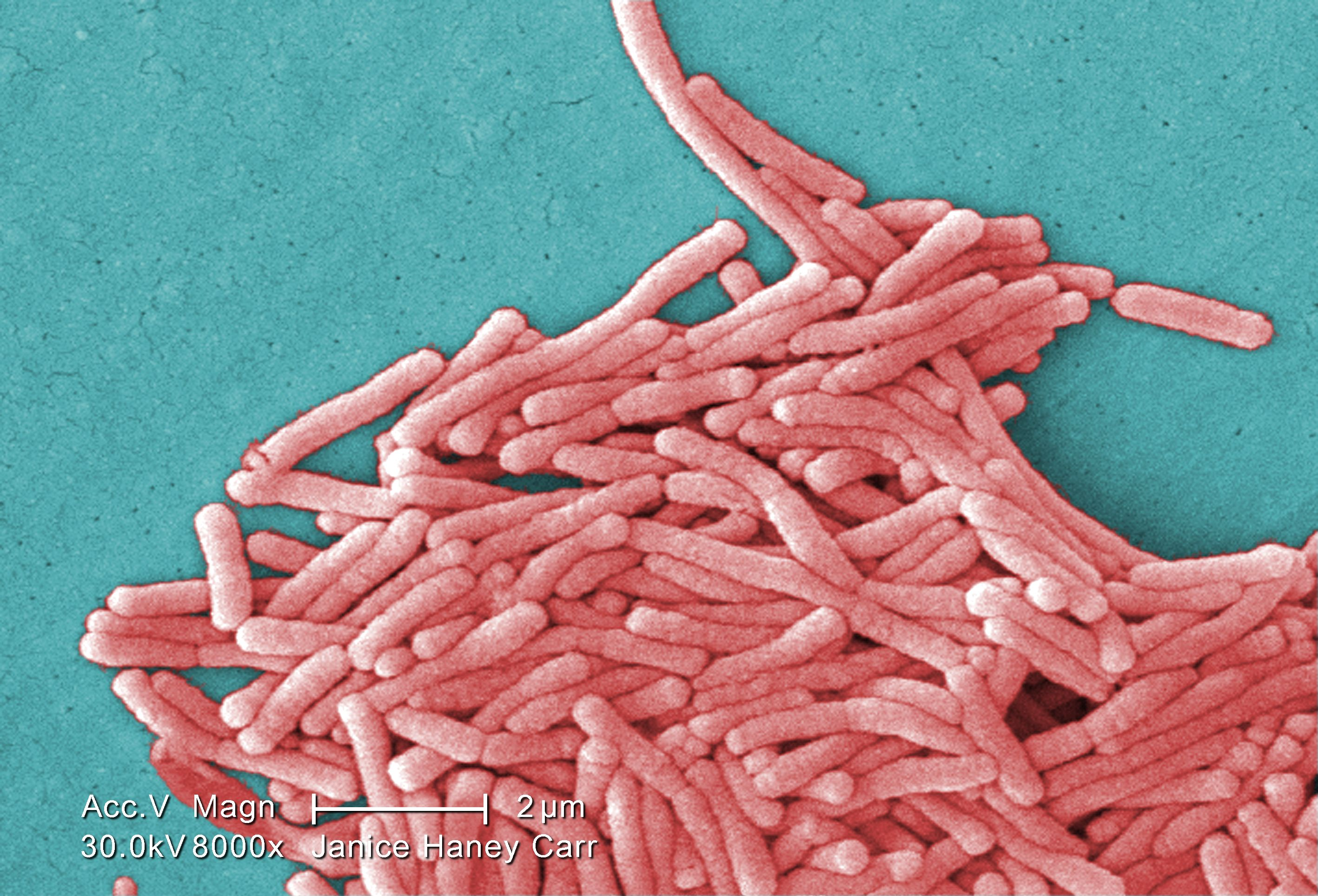
Legionella pneumophila unter dem Rasterelektronenmikroskop

Bioaerosole waren in unregelmäßigen Abständen, und ohne als Oberbegriff genannt zu werden, in den vergangenen Jahren häufig Schwerpunkt der öffentlichen Berichterstattung. Im Jahr 1976 führten zahlreiche Todesfälle nach einem Veteranentreffen aufgrund einer kontaminierten Klimaanlage zur Entdeckung der Legionellose. Auf denselben Erreger lassen sich 233 Erkrankungen mit insgesamt 22 Todesfällen auf einer Blumenschau in den Niederlanden mit zwei dort ausgestellten kontaminierten Whirlpools im Jahr 1999 zurückführen. Der Legionellose-Ausbruch in Warstein 2013 mit über hundert Erkrankungen und mehreren Todesfällen ließ sich auf Legionellen in Verdunstungskühlanlage und Kläranlage einer Brauerei zurückführen. Bereits drei Jahre vorher gab es in Ulm einen auf eine kontaminierte Verdunstungskühlanlage zurückzuführenden Legionelloseausbruch.
Die Festlegung eines Grenzwerts für Bioaerosole erweist sich aufgrund der unterschiedlichen Wirkungen der Einzelspezies auf den Menschen als problematisch. Eine gesteigerte öffentliche Wahrnehmung führte jedoch dazu, dass in mehreren Bundesländern (z. B. Niedersachsen und Nordrhein-Westfalen) Ministerialerlasse zur Minderung von Bioaerosolen aus Tierhaltungsanlagen veröffentlicht worden sind. Am 22. März 2017 verabschiedete das deutsche Bundeskabinett einen Entwurf der Verordnung über Verdunstungskühlanlagen.